# Список земноводных Великобритании
Список земноводных Великобритании включает виды класса Земноводные, распространённые на территории Великобритании.
Класс Амфибии (Amphibia) в Великобритании насчитывает 8 аборигенных видов (3 вида хвостатых и 5 видов бесхвостых).

## ОтрядХвостатые(Caudata)

### СемействоНастоящие саламандры(Salamandridae)
- Нитеносный тритон — Lissotriton helveticus
- Обыкновенный тритон — Lissotriton vulgaris
- Гребенчатый тритон — Triturus cristatus

- Нитеносный тритон (Lissotriton helveticus)
- Обыкновенный тритон (Lissotriton vulgaris)
- Гребенчатый тритон (Triturus cristatus)

## ОтрядБесхвостые(Anura)

### СемействоНастоящие жабы(Bufonidae)
- Серая жаба — Bufo bufo
- Камышовая жаба — Epidalea calamita

- Серая жаба (Bufo bufo)
- Камышовая жаба (Epidalea calamita)

### СемействоНастоящие лягушки(Ranidae)
- Прудовая лягушка — Pelophylax lessonae
- Прыткая лягушка — Rana dalmatina — встречается только на острове Джерси.[1]
- Травяная лягушка — Rana temporaria

- Прудовая лягушка (Pelophylax lessonae)
- Прыткая лягушка (Rana dalmatina)
- Травяная лягушка (Rana temporaria)

## Интродуцированные виды
По меньшей мере 11 видов амфибий завезены на острова человеком:
- Альпийский тритон — Mesotriton alpestris
- Серопятнистый тритон — Triturus carnifex
- Мраморный тритон — Triturus marmoratus
- Огненная саламандра — Salamandra salamandra
- Гладкая шпорцевая лягушка — Xenopus laevis
- Обыкновенная жаба-повитуха — Alytes obstetricans
- Желтобрюхая жерлянка — Bombina variegata
- Обыкновенная квакша — Hyla arborea
- Лягушка-бык — Lithobates catesbeianus
- Съедобная лягушка — Pelophylax esculentus
- Озёрная лягушка — Pelophylax ridibundus